# Acalypha tamaulipasensis
Acalypha tamaulipasensis é uma espécie de flor do gênero Acalypha, pertencente à família Euphorbiaceae.